# 紫花红豆
紫花红豆（学名：Ormosia purpureiflora）为豆科红豆属下的一个种。

## 扩展阅读
維基物種上的相關：紫花红豆